# Quantico, Virginia
Quantico je selo u Virginiji u okrugu Prince William County. Imao je 561 stanovnika 2000. godine.
Poznato je mjesto po tome što je na području toga sela baza US-Marine Corps Base Quantico i na toj bazi i akademija FBI-a. Te u seriji Criminal Minds.